# 詹姆斯敦 (圣赫勒拿)
詹姆斯敦（英語：Jamestown）为英国海外领地聖赫勒拿、亞森欣與崔斯坦達庫尼亞首府，位于南大西洋聖赫勒拿岛西北岸，亦为该岛历史上的首要居民点、唯一港口及交通和通讯中心。1659年英格兰东印度公司于此定居。1673年荷兰东印度公司夺取该岛，但英方很快将之夺回。诸多18世纪东印度公司建设的建筑保存至今，詹姆斯敦也由此以其乔治亚式建筑风貌而闻名。
1815年拿破仑在此流放，并死于当地。圣赫勒拿亦曾为皇家海军打击奴隶贸易的据点之一，全然未受第一次世界大战影响，在第二次世界大战中亦仅扮演了颇为次要的角色。

## 历史

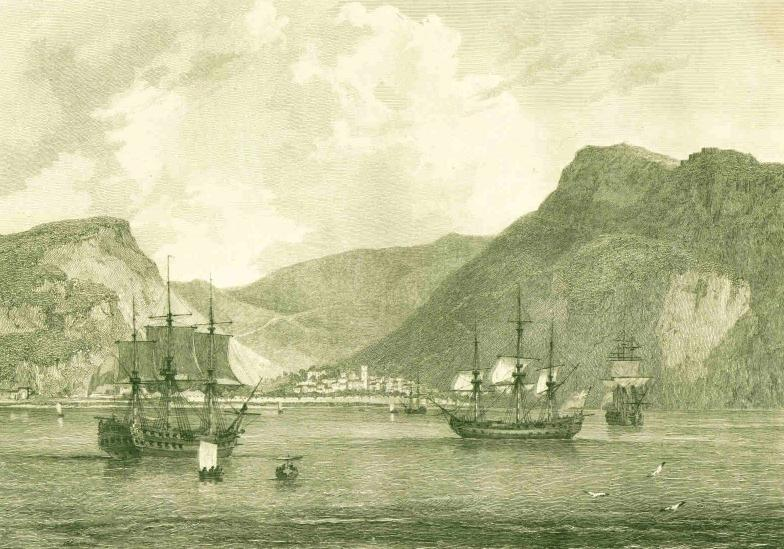
1794年詹姆斯湾景象

英格兰东印度公司于1659年建立一居民点，并迅速建起一堡垒，名圣约翰堡。1660年英格兰君主制复辟，居民点更名詹姆斯敦，堡垒更名詹姆斯堡，峡谷更名詹姆斯谷，得名于约克公爵詹姆斯（日后的英格兰国王詹姆斯二世）。堡垒及其炮台俯视詹姆斯湾，并逐年得到改进。1673年1月，荷兰东印度公司夺取圣赫勒拿岛，但同年5月英格兰东印度公司很快将之夺回。自此之后圣赫勒拿岛即持续为英格兰及英国所治。
1815年6月拿破仑在滑铁卢战败，巴黎陷落，拿破仑向英方投降，并被流放至圣赫勒拿岛。他乘74门火炮战舰柏勒罗丰号于10月21日抵达，于詹姆斯敦布莱尔斯驻留数月，然后于12月迁往更为偏僻的朗伍德府。詹姆斯敦后来成为一附属海事法院及英国海军基地所在地，协助英国打击非洲至美洲的奴隶贸易。捕获奴隶船时常运送至此并贩卖，其所载奴隶则于鲁珀特谷卸下。1870年代海军基地停用时，詹姆斯敦总共已释放了近25,000名奴隶，但近5,000人在抵达不久即死亡，其遗体埋葬于鲁珀特谷。2006年，机场施工挖掘时发现了奴隶的埋葬点。2008年年中考古学家抵达并协助发掘工作。部分发掘所得在英格兰利物浦国际奴隶制博物馆展出。
由于圣赫勒拿岛位置偏僻，第一次世界大战对其没有产生任何影响，在第二次世界大战中其亦仅扮演了颇为次要的角色。1941年10月22日，英国达克戴尔号油轮（数月前受遣至圣赫勒拿，为南大西洋军舰进行补给）在詹姆斯湾遭德国U-68号潜艇击沉，50名船员中仅9人生还。沉船缓慢漏油，状况逐渐恶化，直至2015年6月英国国防部派出潜水员分队，将剩余油全部排出。

## 地理及景点

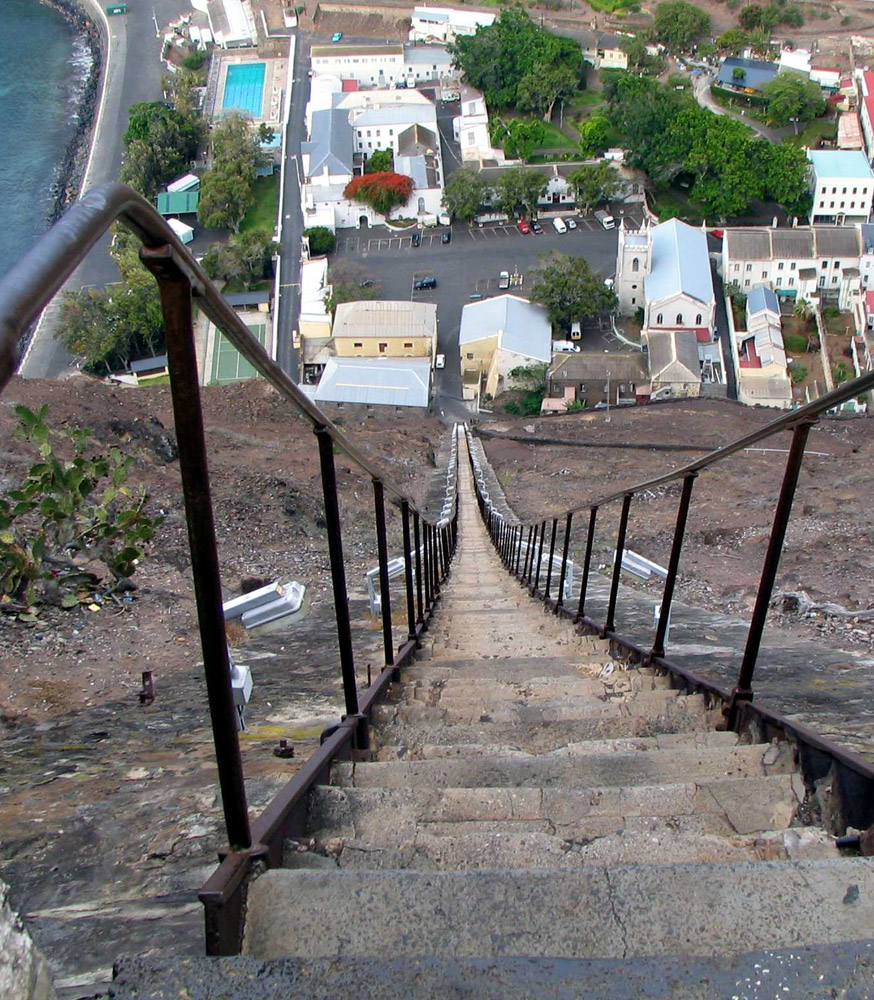
雅各布阶梯

詹姆斯敦建于詹姆斯谷火成岩之上，位于危崖之间，布局狭长。山谷崎岖险峻，落石状况时常发生，但安全网降低了其破坏性。一条小溪流经山谷。詹姆斯敦时常据距离山谷的远近分为上下两部。该市镇为圣赫勒拿岛首要港口（亦包括尚未开放的圣赫勒拿机场），为访岛者入岛的唯一入口。北部的鲁珀特谷与詹姆斯敦无道路相连，但亦为詹姆斯敦的一部分，涵盖了全岛诸多基础设施，如其发电厂、燃料仓库及能承载一艘船只的码头（2016年6月完工）。
詹姆斯敦拥有超过100幢登录建筑，多数可追溯至乔治王时代。其主街被称为是“世界未受破坏的乔治亚式建筑最佳代表之一”。诸多建筑取材于当地火山岩。圣詹姆斯教堂建于1772年，为南半球最古老的圣公宗教堂。雅各布阶梯建于1829年，含699级台阶，连接詹姆斯敦及过去阶梯山顶的一堡垒，深受游客欢迎，夜间照明，每年举办计时爬梯比赛，吸引全球各国人士参加。圣赫勒拿博物馆亦位于詹姆斯敦，为全岛两个博物馆之一（另一博物馆为朗伍德府）。

## 名义地位

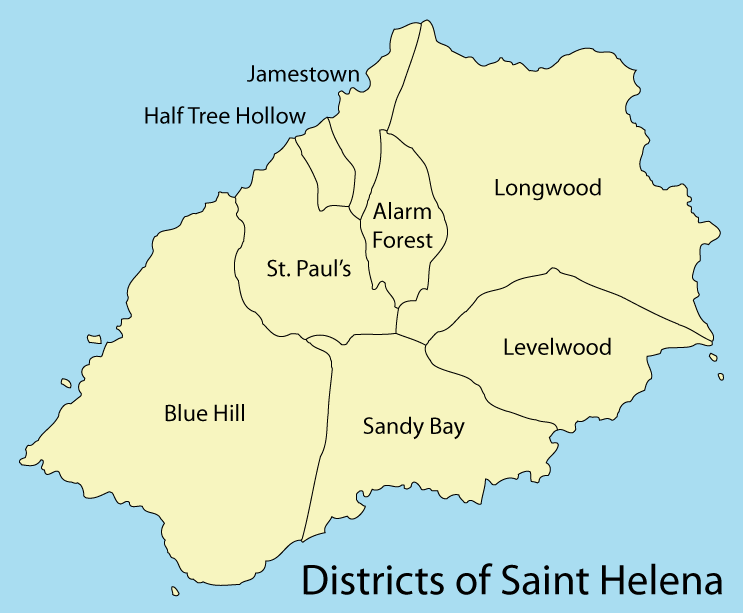
圣赫勒拿岛政区图

詹姆斯敦名义上拥有城市地位，1859年由维多利亚女王授予，全名为“詹姆斯敦市”（City of James Town）。詹姆斯敦亦为圣赫勒拿八个行政区之一，为该岛及英国海外领地圣赫勒拿、阿森松和特里斯坦-达库尼亚首府。詹姆斯敦堡为全市最古老建筑之一，亦为政府所在建筑之一。

## 气候
詹姆斯敦为热带热沙漠气候（柯本气候分类法：BWh），气温全年稳定。其虽为沙漠气候，气温却亦得到海洋调节，由此相对温和。由于海拔差异，詹姆斯敦地区气温较圣赫勒拿岛其他区域热5度。詹姆斯敦年降水量少于5英寸（13），因位于较干燥海岸地带及受庇护区域，湿度低于海岛较高区域。詹姆斯敦附近高地年降水量达39英寸（99），植被葱郁。附近水域水势有时较汹涌，但市镇有一海塘保护。
| 詹姆斯敦            | 詹姆斯敦 | 詹姆斯敦 | 詹姆斯敦 | 詹姆斯敦 | 詹姆斯敦 | 詹姆斯敦 | 詹姆斯敦 | 詹姆斯敦 | 詹姆斯敦 | 詹姆斯敦 | 詹姆斯敦 | 詹姆斯敦 | 詹姆斯敦  |
| 月份                | 1月      | 2月      | 3月      | 4月      | 5月      | 6月      | 7月      | 8月      | 9月      | 10月     | 11月     | 12月     | 全年      |
| ------------------- | -------- | -------- | -------- | -------- | -------- | -------- | -------- | -------- | -------- | -------- | -------- | -------- | --------- |
| 历史最高温 °C（°F） | 32 (90)  | 32 (90)  | 33 (91)  | 34 (93)  | 28 (82)  | 27 (81)  | 26 (79)  | 26 (79)  | 26 (79)  | 26 (79)  | 27 (81)  | 28 (82)  | 34 (93)   |
| 平均高温 °C（°F）   | 27 (81)  | 27 (81)  | 28 (82)  | 27 (81)  | 24 (75)  | 23 (73)  | 22 (72)  | 22 (72)  | 22 (72)  | 23 (73)  | 23 (73)  | 24 (75)  | 24 (75)   |
| 平均低温 °C（°F）   | 21 (70)  | 21 (70)  | 22 (72)  | 21 (70)  | 19 (66)  | 18 (64)  | 17 (63)  | 17 (63)  | 17 (63)  | 18 (64)  | 18 (64)  | 19 (66)  | 19 (66)   |
| 历史最低温 °C（°F） | 17 (63)  | 19 (66)  | 19 (66)  | 17 (63)  | 16 (61)  | 16 (61)  | 14 (57)  | 15 (59)  | 14 (57)  | 16 (61)  | 17 (63)  | 16 (61)  | 14 (57)   |
| 平均降水量 mm（）   | 8 (0.3)  | 10 (0.4) | 20 (0.8) | 10 (0.4) | 18 (0.7) | 18 (0.7) | 8 (0.3)  | 10 (0.4) | 5 (0.2)  | 3 (0.1)  | 0 (0)    | 3 (0.1)  | 113 (4.4) |
| 平均降雨天数        | 4        | 4        | 5        | 3        | 4        | 6        | 8        | 3        | 2        | 0.7      | 0        | 1        | 41        |
| 来源：BBC Weather   |          |          |          |          |          |          |          |          |          |          |          |          |           |

## 人口

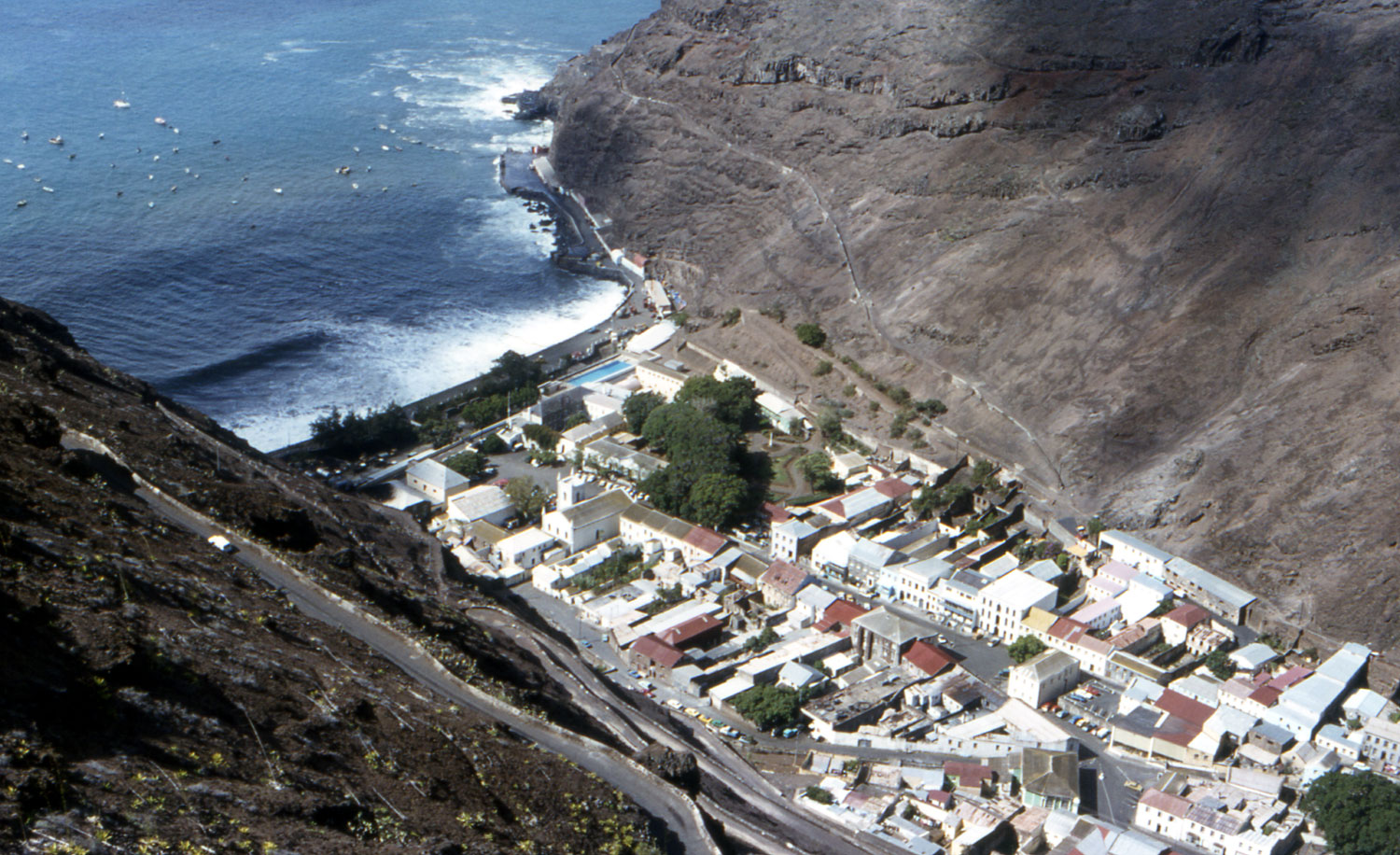
1985年的詹姆斯敦

截至2016年，詹姆斯敦共有629名居民，相较2008年的714人有显著下降。詹姆斯敦人口常年缩减，已非全岛最大居民点，半树谷、圣保罗及朗伍德人口均多于詹姆斯敦。

## 教育
作为英国殖民地，圣赫勒拿采用英国教育系统。詹姆斯敦有一所小学——皮林小学，2007年9月由詹姆斯敦第一学校及皮林中学合并而成，供四岁至十一岁儿童就学
。全岛唯一中学为安德鲁王子学校，位于圣保罗而非詹姆斯敦。

## 宗教

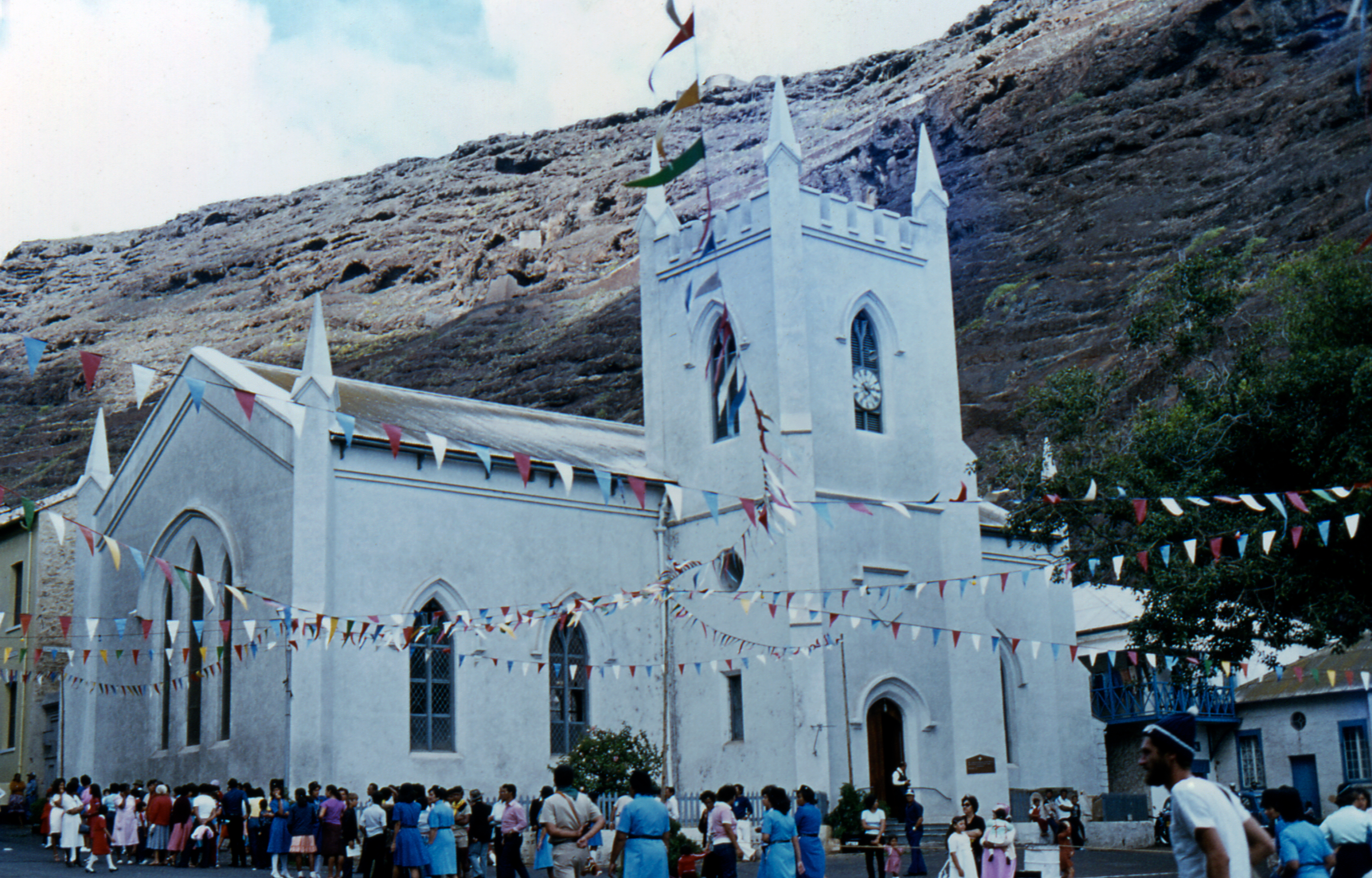
1984年的圣詹姆斯教堂

圣詹姆斯堂区为圣公宗圣赫勒拿教区三个堂区之一。圣詹姆斯教堂为堂区首要教堂，为南半球最古老的圣公宗教堂，现存建筑建于1772年。詹姆斯敦亦有三个次要教堂，分别为位于上詹姆斯敦的圣约翰教堂、位于布莱尔的圣玛丽教堂及位于鲁珀特谷的圣迈克尔教堂。圣赫勒拿岛唯一天主教教堂——圣心教堂及唯一的浸礼宗教堂亦位于詹姆斯敦。